# Hermann Haller

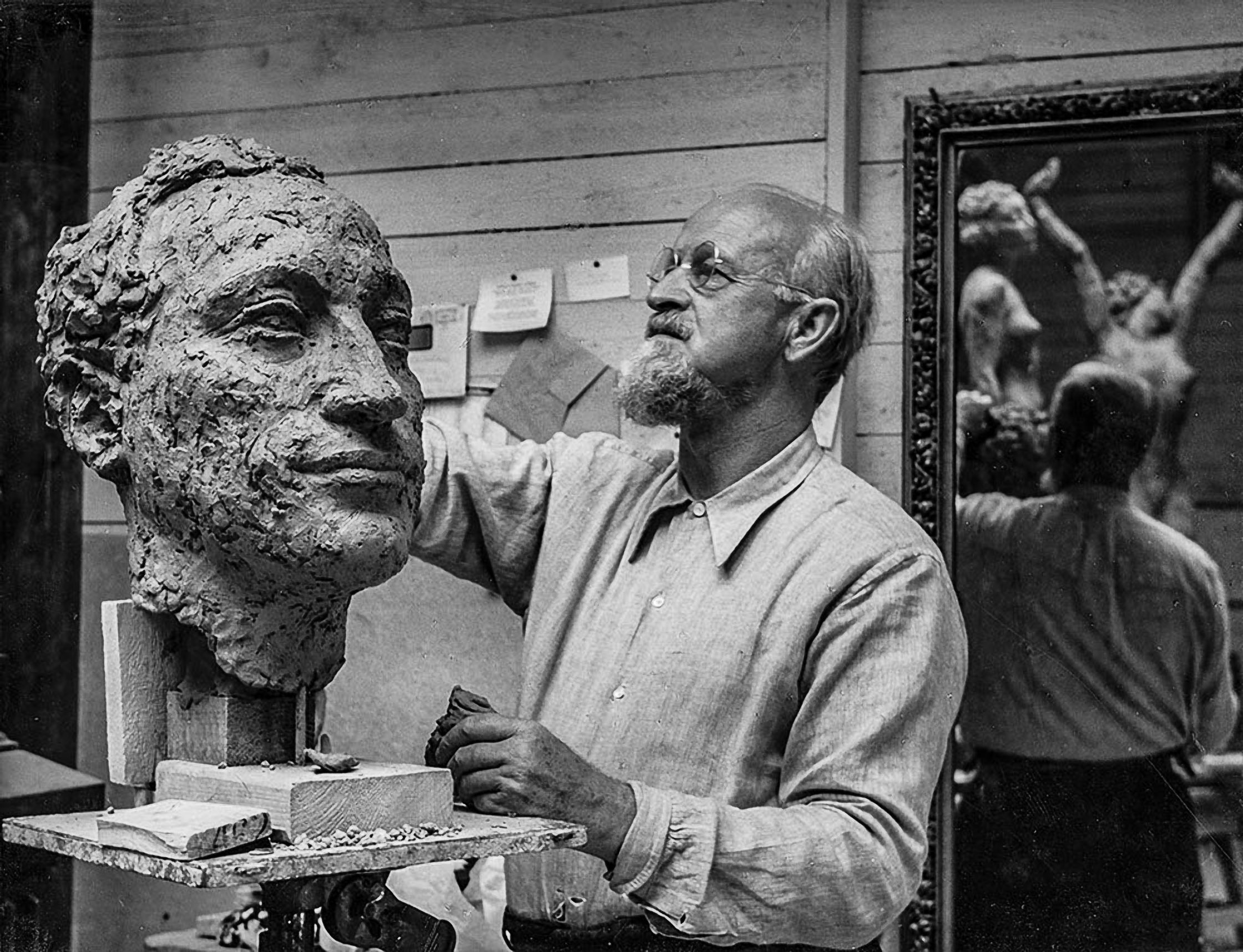
Hermann Haller rundt 1940, Foto: Hilmar Lokay

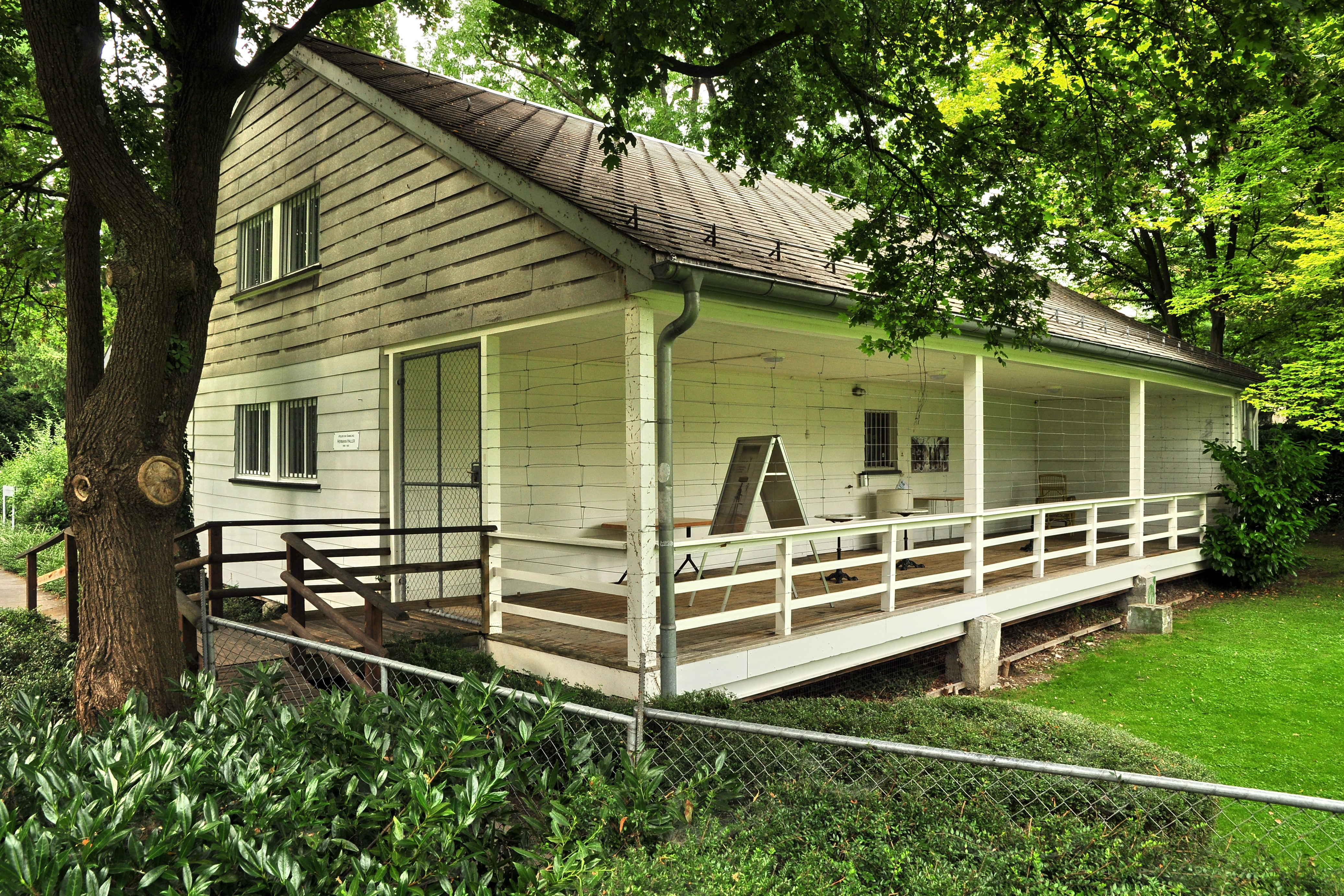
Herman Hallers ateljé

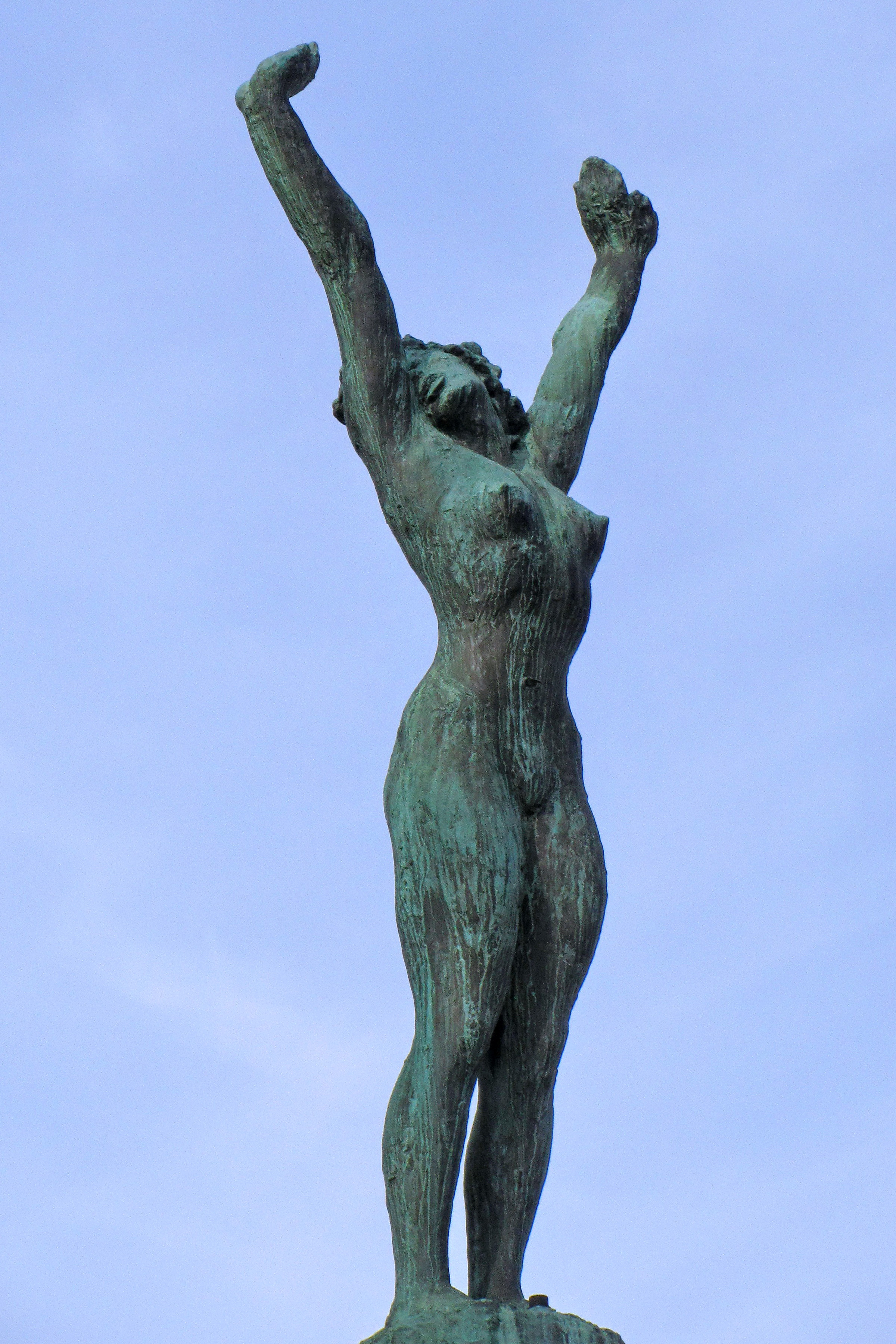
Mädchen mit erhobenen _Armen

Hermann Haller, född 24 december 1880, död 23 november 1950, var en schweizisk skulptör.
Hermann Haller var verksam i Zürich. Han utbildade sig till målare men övergick 1905 till skulptur och arbetade under påverkan av Aristide Maillol i en mot Auguste Rodins impressionism opponerande, primitiv, statisk stil, huvudsakligen med aktstudier. Han är representerad i bland andra museerna i Zürich, Berlin och Frankfurt am Main.